# Liste der Biografien/Zif
Liste der Biografien |
Portal Biografien |
Personensuche
# |
A |
B |
C |
D |
E |
F |
G |
H |
I |
J |
K |
L |
M |
N |
O |
P |
Q |
R |
S |
T |
U |
V |
W |
X |
Y |
Z |
?
 
Za |
Zb |
Zc |
Zd |
Ze |
Zf |
Zg |
Zh |
Zi |
Zj |
Zk |
Zl |
Zm |
Zn |
Zo |
Zr |
Zs |
Zu |
Zv |
Zw |
Zy |
Zz
 
Zia |
Zib |
Zic |
Zid |
Zie |
Zif |
Zig |
Zih |
Zij |
Zik |
Zil |
Zim |
Zin |
Zio |
Zip |
Zir |
Zis |
Zit |
Ziu |
Ziv |
Ziw |
Zix |
Ziy |
Ziz
Die Liste der Biografien führt alle Personen auf, die in der deutschsprachigen Wikipedia einen Artikel haben. Dieses ist eine Teilliste mit 19 Einträgen von Personen, deren Namen mit den Buchstaben „Zif“ beginnt.

## Zif

### Ziff
- Ziff, Stuart (* 1949), US-amerikanischer Spezialeffekttechniker
- Ziffels, Michael Maria (* 1967), deutscher Komponist
- Ziffer, Alfred (1957–2017), deutscher Kunsthistoriker
- Ziffer, Benny (* 1953), israelischer Journalist, Schriftsteller und Übersetzer
- Ziffer, Julia (* 1975), deutsche Synchronsprecherin
- Ziffer, Moshe (1902–1989), israelischer Bildhauer
- Ziffer, Sándor (1880–1962), ungarischer Maler
- Ziffer, Walter (* 1927), tschechoslowakisch-US-amerikanischer Hochschullehrer, Holocaustüberlebender
- Ziffer, Wolfgang († 2022), deutscher Schauspieler und Synchronsprecher
- Ziffer-Teschenbruck, Mano (1888–1968), österreichischer Regisseur und Erfinder
- Zifferer, Paul (1879–1929), österreichischer Schriftsteller, Journalist und Diplomat
- Ziffert, Steffen (* 1964), deutscher FußballspielerSteffen Ziffert (* 1964)

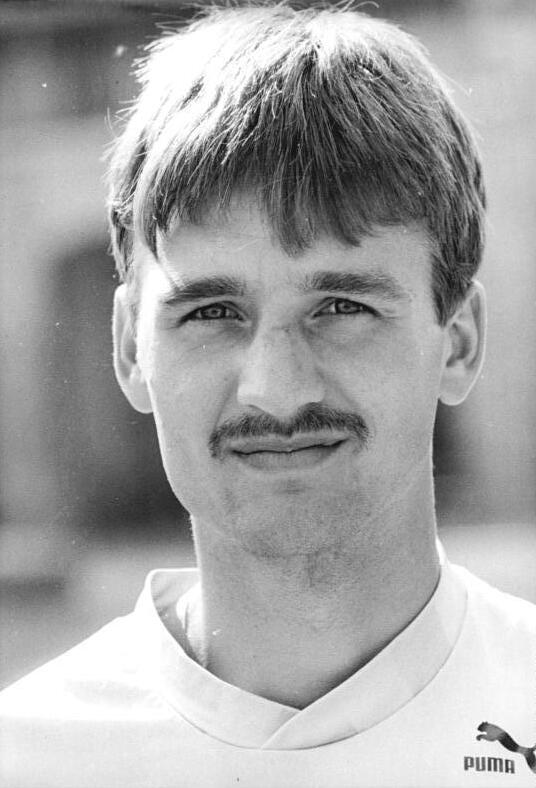
Steffen Ziffert (* 1964)

- Ziffo, Arthur George (* 1858), englischer Tennisspieler
- Ziffren, Paul (1913–1991), US-amerikanischer Sportfunktionär, Politiker und Anwalt
- Ziffzer, Stefan (* 1953), deutscher Sanierer und Spezialist für Firmenübernahmen und -fusionen
- Ziffzer, Youri (* 1986), deutscher Eishockeytorwart

### Zifo
- Zifonun, Gisela (* 1946), Germanistin, Linguistin und Hochschullehrerin

### Zifr
- Zifreund, Walther (1928–2005), deutscher Erziehungswissenschaftler und Hochschullehrer
- Zifroni, Dov (* 1976), israelischer Schachgroßmeister